# Жан Целар
Жан Целар (словен. Žan Celar, нар. 14 березня 1999, Крань, Словенія) — словенський футболіст, нападник швейцарського «Лугано» та національної збірної Словенії.

## Ігрова кар'єра

### Клубна
Жан Целар є вихованцем футбольної школи словенського клубу «Марибор». У 2017 році футболіст приєднався до молодіжної команди італійської «Рома». Свою єдину гру в основі «Роми» у Серії А Целар провів 11 березня 2019 року, коли вийшов на заміну у матчі проти «Емполі».
В подальшому не маючи змоги постійно потрапляти до основи римлян, влітку 2019 року Целар був відправлений в оренду до клубу Серії В «Читтаделла», де грав до січня 2020 року. Взимку футболіст відправився у нову оренду. Його клубом став також клуб Серії В «Кремонезе», де виступав до кінця сезону 2020/21.
Влітку 2021 року Целар перебрався до сусідньої Швейцарії, де підписав контракт з клубом «Лугано» і в матчі проти «Базеля» дебютував у швейцарському чемпіонаті.

### Збірна
У 2021 році Жан Целар у складі молодіжної збірної Словенії брав участь у домашньому Євро, де зіграв дві гри.
14 листопада 2021 року у матчі відбору до чемпіонату світу 2022 року проти команди Кіпру Целар дебютував у складі національної збірної Словенії.

## Титули

### Командні
Лугано
 Переможець Кубка Швейцарії: 2021/22

### Особисті
- Найкращий бомбардир Суперліги — 2023-24 (14 голів)